# 조재영 (1875년)
조재영(趙在榮, 1875년 음력 11월 24일 ~ 1917년 양력 9월 4일)은 대한제국의 관료 출신으로 일제 강점기에는 조선총독부 중추원 부찬의를 지냈다. 아호는 우헌(雨軒).

## 생애
조재영은 중국어와 영어에 모두 능숙하여 외국어학교 부교관과 서기 등을 지내며 관직을 시작했다. 예식원 예식관으로 재직하던 1905년 일본 정부로부터 훈4등 서보장을 받았다.
한일 병합 조약 체결 이듬해인 1911년에 조선총독부 자문기관인 중추원 부찬의에 임명되어 1917년에 사망할 때까지 재직했다. 1912년 한국병합기념장도 서훈받았다.
2002년 민족정기를 세우는 국회의원모임이 발표한 친일파 708인 명단과 2006년 친일반민족행위진상규명위원회가 조사 발표한 친일반민족행위 106인 명단에 포함되었다. 2008년 발표된 민족문제연구소의 친일인명사전 수록예정자 명단에도 들어 있다.

## 같이 보기
- 조선총독부 중추원

## 참고자료
- 친일반민족행위진상규명위원회 (2006년 12월). 〈조재영〉 (PDF). 《2006년도 조사보고서 II - 친일반민족행위결정이유서》. 서울. 394~397쪽쪽. 발간등록번호 11-1560010-0000002-10. 2007년 9월 26일에 원본 문서 (PDF)에서 보존된 문서. 2007년 6월 24일에 확인함.